# Garry Flitcroft
Pour les articles homonymes, voir Flitcroft.
Garry William Flitcroft, couramment appelé Garry Flitcroft, est un footballeur puis entraîneur anglais, né le 6 novembre 1972 à Bolton, Angleterre. Évoluant au poste de milieu de terrain, il est principalement connu pour ses saisons à Manchester City et Blackburn Rovers ainsi que pour avoir été sélectionné en Angleterre espoirs.

## Biographie

### Carrière de joueur
Il se révèle au plus haut niveau avec Manchester City, pour qui il est élu Joueur de l'année en 1993. En mars 1996, il est acheté par Blackburn Rovers, champion en titre, pour 3 500 000 £, mais est exclu dès son premier match, lors d'une défaite 0-3 contre Everton. Il est choisi comme capitaine à partir de 2000 par l'entraîneur Graeme Souness, rôle qu'il tiendra pendant 4 années. Il n'a pas pu jouer la finale de la League Cup en 2002 à cause d'une suspension, mais fut invité par Henning Berg, capitaine durant ce match, à venir soulever le trophée.
Son frère, David Flitcroft (en), est aussi footballeur professionnel. Il a été marié avec Karen, qu'il avait rencontrée à l'époque du lycée, et avec qui il a eu trois enfants avant de se séparer. Durant son mariage, deux histoires extraconjugales qu'il a pu avoir ont été évoquées dans la presse, une fois avec une puéricultrice et une autre fois avec une danseuse. En septembre 2011, au cours de l'enquête Leveson, il est révélé qu'il a été l'une des victimes du scandale du piratage téléphonique par News International.

### Carrière internationale
Il reçoit 10 sélections en Angleterre espoirs pour 3 buts inscrits en 1993. En avril 1995, il est appelé dans le groupe de l'équipe d'Angleterre par Terry Venables, mais ne reçoit pas de sélection.